# Калибр (вязание)
«Калибр» (техническая аббревиатура GG) — единица измерения качества вязки вязальных машин. Калибр выражается точным количеством игл и отражает «рабочий размер» вязальной машины. В России для вязальных машин используется термин «Класс», который определяет калибр и качество вязки.

## Подсчет калибра
Калибр подсчитывается на статине с иглами, на любой вязальной машине, прямой или круговой. Измерительная лента (желательно металлическая) с загибом у края 00 (начало измерительной ленты) горизонтально вставляется в канал между иглами и протягивается на 4—5 дюймов, затем подсчитывается количество каналов игл между краем 00 и отметкой 1 дюйма; общее количество каналов даст представление о том, сколько содержится игл в 1 дюйме, а, следовательно, и размер Калибра вязальной машины. Эта операция также даст представление о том виде пряжи, или размере пряжи, которая может использоваться в той или иной вязальной машине, и определить окончательную толщину или качество конечного вязанного полотна.

## Системы классификации
Есть 2 типа классификации вязальных Калибров или единиц измерения:
- А — Используется для плоскотканных машин, использующих хлопчатобумажную пряжу, где калибр равен 1,5 дюймам (2,54 см х 1,5), и размер калибра любой машины определяется количеством игл, содержащимся в калибре или в 1,5 дюймах.
- В — Используется в ручных, механических или современных электрических плоских машинах, где «Калибр» был исправлен, чтобы достигать 1 дюйма ровно (2,5 см), и размер «Калибра» машины выражен количеством игл, содержащимся в Калибре или в 1 дюйме = 2,54 см.

Сравнительная измерительная шкала калибра (GG) системы А относительно системы В:
30 GG (A) плоскотканных машин, использующих хлопчатобумажную пряжу (30 игл в 1,5 дюймах), равен 20 GG (B) электрических плоских машинах, 27 GG (A) — это 18 GG (B), 18 GG (A) — это 12 GG (B), 12 GG (A) — это 8 GG (B), 7,5 GG (A) — это 5 GG (B) и 4,5 GG (A) — это 3 GG (B).